# Datura wrightii
Datura wrightii, poznata i kao sveta datura, je otrovna višegodišnja biljna vrsta i ukrasni cvijet iz porodice Solanaceae, porijeklom iz jugozapada SAD-a i sjeverozapadnog Meksika. Ponekad se koristi kao halucinogen zbog svojih psihoaktivnih alkaloida. D. wrightii je klasificiran kao antikolinergički delirijant.

## Taksonomija
Njemački botaničar Eduard August von Regel opisao je vrstu 1859. godine na temelju materijala koji je u Teksasu sakupio botaničar Charles Wright i nazvao je po njemu. Ispravan pravopis od tada je s jednim "i", prema članku 60C.2. ICN-a.
Znanstveni naziv često se navodi kao Datura meteloides Dunal, ali taj naziv je zapravo sinonim za D. innoxia Mill., meksička biljka s užim cvijetom koji ima 10 umjesto pet "zuba" na rubu.
Uobičajeni nazivi u SAD-u uključuju eng. sacred thorn-apple – sveta trnovita jabuka ili eng. hairy thornapple – dlakava trnovita jabuka, a ponekad i eng. western Jimson weed – zapadni Jimsonov korov zbog sličnosti s Datura stramonium jer obje vrste imaju nazubljene listove. Anglofoni doseljenici u Kaliforniji često su ga nazivali "indijskim viskijem" zbog njegove ritualne opojne upotrebe od strane mnogih plemena; naziv "sveta datura" ima isto podrijetlo. Drugi uobičajeni nazivi uključuju "indijska jabuka",  "kalifornijski đumbir" i "velebilje" (ne treba ga miješati sa Solanumom). Tongve to zovu manit, a Čumaši momoy. U Meksiku, ljudi ovu i slične vrste nazivaju tolguacha ili toloache.

## Opis
To je snažna zeljasta trajnica koja raste 30 cm do 1,5 m visine i širine.
Listovi su široki i zaobljeni pri dnu, sužavaju se u špic, često s valovitim rubovima. Cvjetovi su najupečatljivija značajka, slatko mirisne bijele trube duge do 20 cm, ponekad ljubičasto obojeni, posebno na rubu. Pet uskih vrhova simetrično je raspoređeno oko ruba. Biljke se često mogu vidjeti kao prizemna loza u habitusu, koja raste blizu tla i širi se u vrlo izloženom okruženju s punom izravnom sunčevom svjetlošću (očišćena uz cestu). D. wrightii, cvjeta od travnja do listopada. Za vedrog vremena, cvjetovi se otvaraju ujutro i navečer, a zatvaraju tijekom dnevne vrućine (ovisno o dostupnosti vode); za oblačnog vremena mogu se otvoriti ranije i trajati dulje.
Sjemenke se nalaze u bodljikavoj, kuglastoj kapsuli od 3 do 4 cm u promjeru, koji se otvara kada je potpuno sazrio.
U Europi se D. wrightii često miješa s Datura innoxia jer su obje dlakave s visećim bodljikavim plodovima. Mogu se razlikovati po dlačicama na stabljikama i peteljkama, koje su kod D. wrightii gusto pritisnute (vizualno i na fotografijama to čini stabljike gotovo jednoliko tupim), a kod D. innoxia izbočene (što čini stabljike tupim na rubovima, a svjetlijim, zelenijim ili sjajnijim duž središta gdje dlačice strše prema oku). Cvjetovi D. wrightii su veći (14-26 cm) i imaju 5 vrškova, s često izbočenim tučkama iznad prašnica, za razliku od D. innoxia koji su manji (12-16 cm) s često 10 vrškova i tučkama ispod prašnica.

## Rasprostranjenost i stanište
Datura wrightii raste u sjevernom Meksiku i susjednim jugozapadnim američkim državama, sve do istočnog Washingtona na sjeveru, na otvorenom/neuređenom zemljištu i uz ceste s dobro dreniranim (pjeskovitim) tlima. Međutim, možda je najprirodnije zastupljen u regiji Južne Kalifornije. Također se često sadi kao ukrasna biljka, posebno u kseroscapeima zbog svojih ruderalnih karakteristika.

### Invazivni status
U Australiji je zabilježen kao vrtna biljka koja je pogjegla u prirodu u Novom Južnom Walesu, Victoriji, Južnoj Australiji i Zapadnoj Australiji.

## Toksičnost
Svi dijelovi biljke Datura sadrže opasne razine antikolinergičkih tropanskih alkaloida i mogu biti smrtonosni ako ih progutaju ljudi, stoka ili kućni ljubimci. Na nekim mjestima je zabranjeno kupovati, prodavati ili uzgajati biljke Datura. Za razliku od drugih vrsta dature, korijenje se smatra najsnažnijim i najbogatijim alkaloidima dijelom ove vrste.

## Upotreba

### Ljekovitost
Među narodom Zuni, korijen u prahu se daje kao anestetik i narkotik za operacije. Također na rane nanose oblog od korijena i cvjetnog brašna kako bi potaknuli zacjeljivanje. Zuni su koristili daturu kako bi pacijente onesvijestili dok su im se namještale slomljene kosti.

### Uporaba u religiozne svrhe
Južna Kalifornija bila je mjesto raznih religija temeljenih na toloacheu (datura). Datura wrightii je sveta biljka nekim američkim Indijancima, a Chumash, Tongva i drugi su je koristili u ceremonijama i obredima prijelaza. Kod Čumaša, kada bi dječak imao 8 godina, majka bi mu dala piti pripremljeni momoy. To je trebao biti duhovni izazov za dječaka kako bi mu se pomoglo da razvije duhovnu dobrobit potrebnu da postane muškarac. Nisu svi dječaci preživjeli. Narod Zuni također koristi biljku u ceremonijalne, magične i proricateljske svrhe. Žrtva pljačke žvače komadiće korijena kako bi utvrdila identitet lopova. Svećenici kiše također koriste korijen u prahu na brojne načine kako bi osigurali plodonosne kiše.

### Rekreacijska upotaba
Datura wrightii se također koristila za izazivanje halucinacija u rekreativne svrhe. Unutarnja upotreba biljnog materijala može izazvati slušne i vizualne halucinacije slične onima kod Datura stramonium, pri čemu su aktivni spojevi koncentrirani u sjemenkama i korijenju; koncentracije se uvelike razlikuju između uzoraka, a početak djelovanja je spor. To otežava procjenu doze i dodaje dodatni rizik primjeni materijala koji već ima potencijalno smrtonosne nuspojave. Skopolamin je primarna aktivna molekula; srodan je atropinu, sa sličnim, uglavnom antikolinergičkim djelovanjem. Učinci mogu uključivati suha usta, hipertermiju, obilno znojenje, smanjeno znojenje, poremećaj funkcioniranja, pospanost, nemir, letargiju, iluzije, promjene u vizualnoj percepciji, delirij, psihozu i anterogradnu amneziju - uz prethodno spomenute halucinacije i senzorne poremećaje. Ovi spojevi također izazivaju duboku midrijazu i potiskuju očne sakade, što rezultira značajnim smanjenjem vidne oštrine, često do točke funkcionalne sljepoće. To može trajati, u smanjenoj mjeri, danima. Kombinirani učinak može rezultirati panikom kod korisnika, što je posebno opasna situacija za nekoga tko je privremeno lišen korisnog vida; korisnici su skloni ozbiljnim slučajnim ozljedama. Skopolamin u halucinogenim dozama izaziva respiratornu depresiju. Kombinacija anestezije (u bolnici) i Dature obično je fatalna zbog kombinirane respiratorne depresije. Napadaji, kao i vrućice do 43°C.

## U popularnoj kulturi
Američka umjetnica Georgia O'Keeffe (1887. – 1986.) nekoliko je puta naslikala "jimson weed". Voljela je cvijeće koje je divlje raslo oko njezine kuće u Novom Meksiku. Ove slike egzotičnih bijelih cvjetova vjetrenjače, enormno uvećane, spadaju među njezina najpoznatija djela. Godine 2014. jedna takva slika prodana je za 44 milijuna dolara, što je rekordna cijena za djelo ove umjetnice.
Biljka je element u romanu Huntera S. Thompsona iz 1971., Strah i prezir u Las Vegasu: Divlje putovanje u srce američkog sna. U 2. dijelu, 5. poglavlju knjige, lik dr. Gonzo prepričava iskustvo s divljim travom kako je ovdje opisano: "Prošlog Božića netko mi je dao cijelu divlju travu - korijen je vjerojatno težio dva kilograma; dovoljno za godinu dana - ali sam pojeo cijelu prokletu stvar za otprilike dvadeset minuta... Srećom, većinu sam odmah povratio. Ali unatoč tome, oslijepio sam tri dana. Isuse, nisam mogao ni hodati! Cijelo mi se tijelo pretvorilo u vosak. Bio sam toliko rasuo da su me morali odvući natrag u kuću na ranču u kolicima... rekli su da pokušavam govoriti, ali zvučao sam kao rakun." Zbog činjenice da je dr. Gonzo vjerojatno živio u Los Angelesu u Kaliforniji u to vrijeme, ovaj susret vjerojatno je bio i s vrstom "zapadnog divljeg travnika". Moglo bi se reći i da je Datura innoxia, ali budući da je autor preminuo, možda nikada nećemo saznati što je mislio.

## Vanjske poveznice
- Međunarodno društvo za brugmansiju i daturu - opsežne informacije o vrstama, uzgoju itd.
- Datura wrightii na CalPhotos